# Ilaesa flavisquamis
Ilaesa flavisquamis är en tvåvingeart som beskrevs av Robineau-desvoidy 1863. Ilaesa flavisquamis ingår i släktet Ilaesa och familjen parasitflugor.
Artens utbredningsområde är Frankrike. Inga underarter finns listade i Catalogue of Life.